# Рихтер, Егор Христианович
Егор Христианович Рихтер (1826—1913) — российский педагог-математик.

## Биография
Родился в 1826 году.
В 1848 году окончил Главный педагогический институт и поступил на службу в ведомство Министерства народного просвещения.
В 1871—1873 годах был директором 6-й Петербургской гимназии, в 1873—1896 — петербургского Второго реального училища, затем — открывшегося 18 сентября 1896 года Третьего реального училища. Им бала составлена «Элементарная геометрия в объёме курса средних учебных заведений» (СПб.: тип. В. С. Балашева и К°, 1895. — XII, 346 с.).
С 21 декабря 1874 года — в чине действительного статского советника. Был награждён орденами: Св. Анны 1-й ст. (1887) и 2-й ст. (1872), Св. Станислава 1-й ст. (1881) и 2-й ст. с императорской короной (1868), Св. Владимира 3-й ст. (1878).

## Семья
Женился 29 июля 1892 года на Елизавете Илларионовне Кузьминой. У них 29 мая 1893 года родилась двойня: Виктор и Валентина; 15 апреля 1898 года — сын Николай.